# Vlag van Curaçao
De vlag van Curaçao is blauw met een gele streep en twee witte sterren bovenaan de hijskant. Voor het ontwerp van de vlag werd een wedstrijd uitgeschreven waarop 1782 inzendingen kwamen. Hieruit werden tien ontwerpen geselecteerd en door de vlaggencommissie beoordeeld. Het winnende ontwerp was van Martin den Dulk, destijds twintig jaar oud. Hij had een vlag ontworpen die niet alleen herkenbaar is als symbool voor het eiland, maar tegelijkertijd ook zo eenvoudig dat hij door kinderen kan worden nagetekend.
Nadat Aruba haar eigen vlag had aangenomen (toen het nog deel uitmaakte van de Nederlandse Antillen), kreeg Curaçao in 1979 goedkeuring voor een vlag. Tweeduizend ontwerpen werden voorgelegd aan een speciale raad, tien werden er geselecteerd en de raad nam een besluit op 29 november 1982. Met enkele aanpassingen werd de vlag op 2 juli 1984 aangenomen. Sindsdien wordt op 2 juli de "Dia di bandera" gevierd.

## Betekenis
Volgens de ontwerper van de vlag, Martin den Dulk, symboliseert de kleur blauw de trouw van het volk. Het blauw in de bovenste helft van de vlag symboliseert de blauwe hemel, en in de onderste helft de zee die eiland omringt. De gele band in het midden staat voor de zon die de mensen elke dag weer verblijdt, maar ook voor de blijheid en opgewektheid van het volk. In de Staatsregeling staat vastgelegd dat het eilandgebied Curaçao bestaat uit de eilanden Curaçao en Klein Curaçao. Deze worden gesymboliseerd door de twee sterren. De vijfpuntige staat voor de vijf continenten/werelddelen waaruit de bevolking afkomstig is. De kleur wit staat weer voor vrede en geluk.

## Gouverneursvlag
De onderscheidingsvlag van de gouverneur van Curaçao heeft in het midden een schijf met daarin, in een blauw veld, de gele streep en de twee witte sterren van de vlag van Curaçao.